# Christian Ebel
Christian Ebel (* 29. Dezember 1934 in Halberstadt) ist ein deutscher Schauspieler und Hörspielsprecher.

## Leben und Wirken
Christian Ebel wuchs in der Provinz Sachsen und nach dem Zweiten Weltkrieg in Sachsen-Anhalt auf. Erste Filmengagements hatte er in der DDR in verschiedenen Fernsehproduktionen des Deutschen Fernsehfunks. Gegen Mitte der 1960er Jahre wechselte Christian Ebel in die Bundesrepublik. Er trat in der Folge als Schauspieler meist in deutschen Fernsehserien auf und engagierte sich als Hörspielsprecher. Theaterengagements hatte er beispielsweise in der Spielzeit 1982/83 am Tourneetheater Euro-Studio Landgraf in Der Teufel und der Liebe Gott (Autor: Jean-Paul Sartre), 1984/85 am Kleinen Theater am Markt Wahlstedt in Lord Arthur Savile's Verbrechen (Autor: Oscar Wilde), am Contra-Kreis-Theater in Bonn in der Saison 1986/87 in Zwei links – Zwei rechts von Derek Banfield und wieder am Kleinen Theater am Markt Wahlstedt in der Spielzeit 1991/92 in Terence Rattigans Der Fall Winslow – gegen die Krone.

## Filmografie (Auswahl)
- 1960: Fünf Patronenhülsen
- 1960: Die Talente (Fernsehfilm)
- 1961: Eine Handvoll Noten
- 1961: Die heilige Johanna von Amerika (Fernsehfilm)
- 1967: Liebesgeschichten (Fernsehserie, 1 Folge)
- 1974: Gemeinderätin Schumann (Fernsehserie, 1 Folge)
- 1978: Kalte Heimat (Fernsehfilm)
- 1980: Achtung Zoll! (Fernsehserie, 1 Folge)
- 1982: Ein Abend mit Georg Thomalla (Fernsehreihe, 1 Folge)
- 1982: Festspiele (Fernsehfilm)
- 1983: Alarm im Schlossmuseum (Fernseh-Miniserie)
- 1985: Vorsicht Falle! – Nepper, Schlepper, Bauernfänger (Fernsehserie, 1 Folge)
- 1988–1989: Feuersturm und Asche (Fernsehserie, 5 Folgen)
- 1992: Eine phantastische Nacht (Fernsehfilm)
- 1993: Der große Bellheim (Vierteiler, 1 Folge)
- 1993: Glückliche Reise (Fernsehserie, 1 Folge)
- 1993: Kleiner König Erich (Fernsehfilm)
- 1994: Die Wache (Fernsehserie, 3 Folgen)
- 1994: Zwei alte Hasen (Fernsehserie, 1 Folge)
- 1995: Brüder auf Leben und Tod (Fernsehfilm)
- 1997: Der Bulle von Tölz (Fernsehserie, 1 Folge)
- 1997: Die drei Mädels von der Tankstelle
- 1997: Sophie – Schlauer als die Polizei (Fernsehserie, 1 Folge)
- 1998: Mobbing Girls (Fernsehserie, 1 Folge)
- 1998–2000: Wolffs Revier (Fernsehserie, 2 Folgen)
- 2000: Bei aller Liebe (Fernsehserie, 1 Folge)
- 2000: Die Samsas (Kurzfilm)
- 2000: SOKO München (Fernsehserie, 1 Folge)
- 2001: Romeo (Fernsehfilm)

## Hörspiele (Auswahl)
- 1979: Peter Steinbach: Der große Krachmacher – Regie: Bernd Lau
- 1981: Graham Greene: Der menschliche Faktor (3. Teil) – Regie: Bernd Lau